# 5862 Sakanoue
5862 Sakanoue eller 1983 AB är en asteroid i huvudbältet som upptäcktes den 13 januari 1983 av den japanska astronomen Tsutomu Seki vid Geisei-observatoriet. Den är uppkallad efter den japanske amatörastronomen Tsutomu Sakanoue.
Asteroiden har en diameter på ungefär 4 kilometer och den tillhör asteroidgruppen Nysa.